# Salamanca (Nova Iorque)
Salamanca é uma cidade localizada no estado americano de Nova Iorque, no Condado de Cattaraugus.
O nome da cidade homenageia José de Salamanca y Mayol, um nobre espanhol que viveu entre 1811 e 1883.

## Demografia
Segundo o Censo dos Estados Unidos de 2020, a sua população era de 5929 habitantes.

## Geografia
De acordo com o United States Census Bureau tem uma área de
16,1 km², dos quais 15,5 km² cobertos por terra e 0,6 km² cobertos por água.

## Localidades na vizinhança
O diagrama seguinte representa as localidades num raio de 24 km ao redor de Salamanca.